# 梗苞黄堇
梗苞黄堇（学名：Corydalis bibracteolata）为罂粟科紫堇属下的一个种。

## 扩展阅读
維基物種上的相關：梗苞黄堇